# NGC 1625
NGC 1625 (другие обозначения — MCG -1-12-38, IRAS04346-0324, PGC 15654) — спиральная галактика с перемычкой (SBb) в созвездии Эридана. Открыта Джоном Гершелем в 1827 году. Описание Дрейера: «очень тусклый, вытянутый в позиционном угле 141° объект, более яркий в середине, в северо-западной части находится звезда, в 48s к западу расположена звезда 6-й величины».
Этот объект входит в число перечисленных в оригинальной редакции «Нового общего каталога».
Галактика наблюдается с ребра и в ней заметно искривление тонкого диска. Оно вероятно вызвано гравитационным взаимодействием галактики в группе. 